# Nemzeti Bajnokság I (handbal feminin) 2016-2017
Nemzeti Bajnokság I 2016–2017 (cunoscută, din motive de sponsorizare, ca Liga feminină de handbal K&H (în maghiară K&H női kézilabda liga)) este al 66-lea sezon al Nemzeti Bajnokság I, liga superioară maghiară de handbal feminin.

## Echipe
Următoarele 14 cluburi au participat în NB I în sezonul 2016–17:
| Echipă                 | Oraș            | Sală                                | Capacitate |
| ---------------------- | --------------- | ----------------------------------- | ---------- |
| Alba Fehérvár KC       | Székesfehérvár  | KÖFÉM Sportcsarnok                  | 1,000      |
| Békéscsabai Előre NKSE | Békéscsaba      | Városi Sportcsarnok                 | 2,300      |
| Budaörs KC             | Budaörs         | Városi Uszoda és Sportcsarnok       | 1,000      |
| Debreceni VSC          | Debrecen        | Hódos Imre Sportcsarnok             | 1,800      |
| Dunaújvárosi Kohász KA | Dunaújváros     | Városi Sportcsarnok                 | 1,200      |
| Érdi VSE               | Érd             | Érd Aréna                           | 1,800      |
| Ferencvárosi TC        | Budapesta       | Elek Gyula Aréna                    | 1,300      |
| Győri ETO KC           | Győr            | Audi Aréna                          | 5,554      |
| Kispest NKK            | Budapesta       | Soroksári Sportcsarnok              | 1,000      |
| Kisvárdai KC           | Kisvárda        | Városi Sportcsarnok                 | 750        |
| Mosonmagyaróvári KC    | Mosonmagyaróvár | Mosonszolnok Sportcsarnok UFM Aréna | 600 1,213  |
| MTK Budapesta          | Budapesta       | Elektromos csarnok                  | 700        |
| Siófok KC              | Siófok          | Beszédes József Sportcsarnok        | 550        |
| Váci NKSE              | Vác             | Városi Sportcsarnok                 | 620        |

### Personal și echipament
Tabelul de mai jos conține o listă a cluburilor care au participat în Nemzeti Bajnokság I 2016–17. Lista cuprinde numele președinților, antrenorilor principali, fabricanților de echipament și sponsorilor de pe tricou.
| Echipă              | Președinte         | Antrenor principal | Producător de echipament | Sponsor pe tricou                        |
| ------------------- | ------------------ | ------------------ | ------------------------ | ---------------------------------------- |
| Alba Fehérvár       | Imre Balassi       | Rita Deli          | Hummel                   | Tippmix, Avis                            |
| Békéscsabai Előre   | Károly Szabó       | László Skaliczki   | Ziccer                   | Tippmix, bmw-glass.hu, Budapest Bank     |
| Budaörs             | Tamás Neukum       | Attila Mihály      |                          | Tippmix                                  |
| Debreceni VSC       | Vilmos Köstner     | Tone Tiselj        | Erima                    | Tippmix, TvP, Dryvit Profi               |
| Dunaújvárosi Kohász | István Szemenyei   | László György      | Hummel                   | Tippmix, BH                              |
| Érd                 | Norbert Tekauer    | Edina Szabó        | Erima                    | Tippmix, AutoPalace                      |
| Ferencváros         | Gábor Kubatov      | Gábor Elek         | Nike                     | Tippmix, Rail Cargo Hungaria, Budapesta  |
| Győri ETO           | dr. Csaba Bartha   | Ambros Martín      | adidas                   | Audi, Győr, Tippmix                      |
| Kispest             | Bertalan Béki Nagy | Bertalan Béki Nagy | Joma                     | Tippmix, Elios, Welltech                 |
| Kisvárda            | Tamás Major        | János Dévényi      | adidas                   | Tippmix, Master Good, Kisvárda Várfürdő, |
| Mosonmagyaróvár     | dr. Gábor Tenk     | József Varga       | Erima                    | Tippmix, Duvenbeck                       |
| MTK Budapesta       | Tamás Deutsch      | Vladimir Golovin   | Nike                     | Tippmix                                  |
| Siófok              | János Fodor        | Roland Horváth     | Hummel                   | Tippmix                                  |
| Vác                 | Erika Kirsner      | Zoltán Szilágyi    | Erima                    | Tippmix, IPress Center                   |

#### Schimbări de antrenori
| Echipă              | Plecare                    | Motiv de plecare | Data plecării               | Poziția în clasament | Înlocuit de      | Data înlocuirii   |
| ------------------- | -------------------------- | ---------------- | --------------------------- | -------------------- | ---------------- | ----------------- |
| Siófok              | Christian Dalmose          | Demis            | 27 mai 2016                 | Pre-sezon            | Roland Horváth   | 31 mai 2016       |
| Kisvárda            | Sándor Rácz                | Acordul părților | 8 iunie 2016                | Pre-sezon            | Péter Kovács     | 9 iunie 2016      |
| Békéscsabai Előre   | Károly Szabó (președinte)  |                  | Sfârșitul sezonului 2015–16 | Pre-sezon            | László Skaliczki | 1 iulie 2016      |
| Vác                 | Katalin Ottó (responsabil) |                  | Sfârșitul sezonului 2015–16 | Pre-sezon            | Zoltán Szilágyi  | 1 decembrie 2016  |
| Kisvárda            | Péter Kovács               | Demis            | 10 noiembrie 2016           | Locul 10             | János Dévényi    | 11 noiembrie 2016 |
| Dunaújvárosi Kohász | Zdravko Zovko              | Consultant       | 8 februarie 2017            | Locul 5              | László György    | 8 februarie 2017  |

## Clasament
|    | Echipă                    | J  | V  | E | Î  | GM  | GP  | DG   | P  | Calificare sau retrogradare                         |
| -- | ------------------------- | -- | -- | - | -- | --- | --- | ---- | -- | --------------------------------------------------- |
| 1  | Győri Audi ETO KC         | 20 | 19 | 1 | 0  | 674 | 424 | +250 | 39 | Calificată în Faza grupelor Ligii Campionilor       |
| 2  | FTC-Rail Cargo Hungaria   | 20 | 17 | 1 | 2  | 658 | 478 | +180 | 35 | Calificată în Etapa calificărilor Ligii Campionilor |
| 3  | Érd                       | 21 | 15 | 3 | 3  | 579 | 508 | +71  | 33 | Calificată în Manșa a 3-a a Cupei EHF               |
| 4  | Dunaújvárosi Kohász KA    | 20 | 14 | 1 | 5  | 592 | 499 | +93  | 29 | Calificată în Manșa a 2-a a Cupei EHF               |
| 5  | IPress Center-Vác         | 21 | 13 | 1 | 7  | 609 | 561 | +48  | 27 |                                                     |
| 6  | DVSC-TvP                  | 21 | 8  | 4 | 9  | 561 | 540 | +21  | 20 | Calificată în Manșa 1 a Cupei EHFa                  |
| 7  | Alba Fehérvár KC          | 21 | 10 | 0 | 11 | 559 | 561 | −2   | 20 |                                                     |
| 8  | MTK Budapesta             | 21 | 9  | 2 | 10 | 530 | 593 | −63  | 20 |                                                     |
| 9  | Siófok KC                 | 20 | 6  | 2 | 12 | 564 | 567 | −3   | 14 |                                                     |
| 10 | EUbility Group-Békéscsaba | 21 | 5  | 3 | 13 | 496 | 567 | −71  | 13 |                                                     |
| 11 | Budaörs Handball          | 21 | 5  | 3 | 13 | 522 | 621 | −99  | 13 |                                                     |
| 12 | Kisvárda Master Good SE   | 21 | 5  | 2 | 14 | 513 | 578 | −65  | 12 |                                                     |
| 13 | Mosonmagyaróvári KC SE    | 21 | 5  | 1 | 15 | 480 | 572 | −92  | 11 | Retrogradate în Nemzeti Bajnokság I/B               |
| 14 | ELIOS Kispest NKK         | 21 | 1  | 2 | 18 | 508 | 776 | −268 | 4  | Retrogradate în Nemzeti Bajnokság I/B               |

| a Atât câștigătoarea Magyar Kupa 2016–17 (FTC-Rail Cargo Hungaria), cât și finalista (Győri Audi ETO KC), au obținut teoretic un loc în Cupa EHF. Deoarece cele două echipe s-au calificat în Liga Campionilor EHF din postura de vicecampioană (FTC), respectiv campioană națională (Győr), locul lor în Cupa EHF a fost transmis echipei DVSC-TvP, clasată pe locul al treilea în Magyar Kupa. |

### Program și rezultate
În tabelul de mai jos, echipele gazdă sunt afișate în coloana din stânga, iar cele oaspete sunt afișate în partea superioară:
| Acasă / Deplasare      | ALBA  | BÉK   | BUD   | DVSC  | DKKA  | ÉRD   | FTC   | GYŐR  | KISP  | KKC   | MOS   | MTK   | SKC   | VÁC   |
| ---------------------- | ----- | ----- | ----- | ----- | ----- | ----- | ----- | ----- | ----- | ----- | ----- | ----- | ----- | ----- |
| Alba Fehérvár KC       |       | 32–27 | 32–20 | 29–23 | 26–27 | –     | 27–31 | 28–35 | 36–29 | 28–23 | 23–17 | 30–22 | 27–26 | 31–25 |
| Békéscsabai ENKSE      | 30–23 |       | 25–32 | 22–21 | 26–26 | 19–22 | 25–35 | 16–33 | 32–20 | –     | 26–19 | 25–27 | 30–29 | 23–22 |
| Budaörs KC             | 26–33 | 29–25 |       | 21–30 | 25–33 | 17–28 | 25–33 | 22–32 | 26–26 | 29–24 | 27–22 | 26–27 | 24–19 | –     |
| Debreceni VSC          | 30–27 | 31–19 | 33–29 |       | 30–29 | 22–22 | 17–26 | 18–28 | 41–22 | 24–20 | 20–23 | –     | 32–32 | 27–29 |
| Dunaújvárosi Kohász KA | 24–20 | 28–24 | 40–22 | –     |       | 22–29 | 33–24 | 25–33 | 43–27 | 29–25 | 27–25 | 33–20 | 35–21 | 31–26 |
| Érdi VSE               | 26–25 | 34–24 | 34–23 | 23–19 | 29–26 |       | 31–30 | 23–34 | 31–23 | 20–20 | –     | 38–24 | 36–29 | 27–20 |
| Ferencvárosi TC        | 36–25 | –     | 34–25 | 33–20 | 27–23 | 31–25 |       | 28–28 | 44–25 | 32–25 | 34–20 | 38–21 | 37–27 | 39–23 |
| Győri Audi ETO KC      | 36–22 | 33–16 | 40–20 | 32–23 | 36–27 | 35–20 | 28–19 |       | 44–21 | 29–16 | 37–19 | 40–25 | –     | 33–22 |
| Kispest NKK            | 25–42 | 22–30 | 24–24 | 24–43 | 23–39 | 30–47 | 19–43 | 25–46 |       | 29–34 | 22–29 | 21–30 | –     | 31–41 |
| Kisvárdai KC           | 23–22 | 22–22 | –     | 26–29 | 28–37 | 22–28 | 26–30 | 21–32 | 29–22 |       | 23–18 | 26–21 | 28–26 | 24–26 |
| Mosonmagyaróvári KC    | 29–31 | 21–21 | 23–27 | 25–24 | –     | 22–25 | 19–31 | 23–36 | 30–22 | 21–20 |       | 18–25 | 23–33 | 25–36 |
| MTK Budapesta          | 29–26 | 27–26 | 30–30 | 25–19 | 20–31 | 25–25 | –     | 22–27 | 31–32 | 27–25 | 25–29 |       | 26–23 | 23–33 |
| Siófok KC              | 27–22 | 31–23 | 32–21 | 28–28 | 19–26 | 27–31 | 21–33 | 20–29 | 55–23 | 35–29 | 34–25 | 35–29 |       | 29–35 |
| Váci NKSE              | 31–18 | 34–25 | 30–26 | 28–28 | 26–23 | 29–24 | 20–30 | –     | 44–21 | 37–26 | 29–27 | 31–22 | 28–23 |       |

## Statisticile sezonului

### Audiențe
| Poz.  | Echipă                    | Total audiență | Media audienței | Cea mai numeroasă audiență | Cea mai scăzută audiență  |
| ----- | ------------------------- | -------------- | --------------- | -------------------------- | ------------------------- |
| 1     | Győri Audi ETO KC         | 35,371         | 3,147           | 4,998 (vs. Érd)            | 1,773 (vs. Kispest)       |
| 2     | DVSC-TvP                  | 10,300         | 2,575           | 5,500 (vs. Győri ETO)      | 1,200 (vs. Békéscsaba)    |
| 3     | Érd                       | 4,500          | 1,500           | 1,800 (vs. Ferencváros)    | 1,300 (vs. MTK Budapesta) |
| 4     | EUbility Group-Békéscsaba | 3,200          | 1,067           | 1,700 (vs. Győri ETO)      | 700 (vs. MTK Budapesta)   |
| 5     | Kisvárda Master Good SE   | 3,150          | 788             | 1,000 (vs. Győri ETO)      | 650 (vs. Alba Fehérvár)   |
| 6     | Ferencváros               | 700            | 700             |                            | 700 (vs. Siófok)          |
| 7     | Alba Fehérvár KC          | 2,100          | 700             | 800 (vs. Ferencváros)      | 600 (vs. Vác)             |
| 8     | Dunaújvárosi Kohász KA    | 2,800          | 700             | 950 (vs. Győri ETO)        | 500 (vs. Békéscsaba)      |
| 9     | Budaörs                   | 2,593          | 648             | 846 (vs. Ferencváros)      | 450 (vs. Békéscsaba)      |
| 10    | IPress Center-Vác         | 2,030          | 508             | 600 (vs. Siófok)           | 400 (vs. Mosonmagyaróvár) |
| 11    | Siófok KC                 | 1,880          | 470             | 530 (vs. Érd)              | 350 (vs. Kisvárda)        |
| 12    | ELIOS Kispest NKK         | 1,420          | 355             | 400 (vs. Ferencváros)      | 300 (vs. DVSC)            |
| 13    | MTK Budapesta             | 1,350          | 338             | 500 (vs. Dunaújváros)      | 250 (vs. Kispest)         |
| 14    | Mosonmagyaróvári KC SE    | 1,090          | 273             | 340 (vs. Ferencváros)      | 200 (vs. Kisvárda)        |
| Total | Total                     |                |                 | 5,500 – DVSC vs. GYŐR      | 200 – MOS vs. KKC         |

Sursă: Meciurile Ligii: NB I 2016/2017

#### Top 5 audiențe
| # | Gazdă             | Scor  | Oaspete                 | Audiență | Dată               | Sursă  |
| - | ----------------- | ----- | ----------------------- | -------- | ------------------ | ------ |
| 1 | DVSC-TvP          | 18–28 | Győri Audi ETO KC       | 5,500    | 28 septembrie 2016 | [ 9 ]  |
| 2 | Győri Audi ETO KC | 28–19 | FTC-Rail Cargo Hungaria | 4,972    | 24 septembrie 2016 | [ 10 ] |
| 3 | Győri Audi ETO KC | 40–25 | MTK Budapesta           | 2,398    | 1 octombrie 2016   | [ 11 ] |
| 4 | Győri Audi ETO KC | 40–20 | Budaörs                 | 2,071    | 25 octombrie 2016  | [ 12 ] |
| 5 | Érd               | 31–30 | FTC-Rail Cargo Hungaria | 1,800    | 1 octombrie 2016   | [ 13 ] |

## Numărul echipelor după județ
| Poz. | Județ (megye) | Județ (megye)          | Nr. echipelor | Echipe                                  |
| ---- | ------------- | ---------------------- | ------------- | --------------------------------------- |
| 1    |               | Budapesta (Capitală)   | 3             | Ferencvárosi TC, Kispest și MTK         |
| 1    |               | Pest                   | 3             | Budaörs KC, Érd și Váci NKSE            |
| 2    |               | Fejér                  | 2             | Alba Fehérvár KC și Dunaújvárosi Kohász |
| 2    |               | Győr-Moson-Sopron      | 2             | Győri ETO și Mosonmagyaróvári KC        |
| 5    |               | Békés                  | 1             | Békéscsabai Előre                       |
| 5    |               | Hajdú-Bihar            | 1             | Debreceni VSC                           |
| 5    |               | Somogy                 | 1             | Siófok KC                               |
| 5    |               | Szabolcs-Szatmár-Bereg | 1             | Kisvárdai KC                            |